# Counter-Strike: Source
Counter-Strike: Source (kurz CS:S) ist ein Computerspiel aus dem Genre der Online-Taktik-Shooter. Es ist eine Portierung des populären Vorgängers Counter-Strike auf die von Valve entwickelte Source-Engine. Counter-Strike: Source lag dem am 16. November 2004 erschienenen Half-Life 2 bei und ist im Oktober 2005 in einer neuen Verkaufsversion erschienen, welche von Valve publiziert wird und zusätzlich Day of Defeat: Source und Half-Life 2: Deathmatch enthält. Im August 2012 erschien der Nachfolger Counter-Strike: Global Offensive.

## Spielprinzip
Wie im Vorgänger Counter-Strike wird ein Gefecht zwischen den Terroristen („T“) und einer Antiterroreinheit (counter terrorists „CT“) auf Grundlage eines rundenbasierten Ego-Shooters ausgetragen. Im Spiel gibt es zwei vorgegebene Szenarien: Auf sogenannten „Defuse“-Karten (engl. für entschärfen) muss eine Bombe auf einem vorgegebenen Platz gelegt bzw. entschärft werden. Auf Geisel-Karten müssen Geiseln gerettet bzw. deren Rettung verhindert werden. Die Community hat jedoch noch eine große Anzahl an weiteren Szenarien entwickelt. Zudem gibt es verschiedene Erweiterungen, die z. B. das rundenbasierte System aufheben und einen Deathmatch-Modus implementieren.

## Entwicklung
Am 19. August 2004 begann der Betatest für den Nachfolger Counter-Strike: Source, der mit der offiziellen Veröffentlichung über die Steam-Plattform am 7. Oktober 2004 endete. Der am 19. Januar 2005 erschienene Patch fügte Bots für Counter-Strike: Source hinzu, so dass das Spiel nach dem Steam-Login im Internet auch offline gegen computergesteuerte Charaktere gespielt werden kann. Um dem Problem mit Cheats entgegenzuwirken, wurde Valve Anti-Cheat in Version 2 angekündigt, das aggressiver vorgehen sollte und im Juli 2005 ausgerollt wurde.
In einem späteren Patch wurde High Dynamic Range Rendering hinzugefügt. Zudem experimentierte Valve damit die Preise für die Waffen nach Angebot und Nachfrage dynamisch zu berechnen. Die Preise wurden wöchentlich an das Kaufverhalten der Spieler angepasst. Nachdem die Teuerungsrate bei beliebten Waffen zu stark anstieg wurde das System wieder entfernt.
Am 23. Juni 2010 wurde eine Version für macOS veröffentlicht. 2013 erfolgte eine Version für Linux.

## Rezeption
Im Vergleich zum Vorgänger gäbe es keine nennenswerten spielerischen Neuerungen. Dennoch fessele das altbekannte Spielprinzip. Die Physik-Engine samt Ragdoll-Engine verstärke das Gefühl von Realismus. Grafik und Geräuschkulisse seien technisch auf dem Stand der Zeit.

Marktanteile der Online-Shooter im Jahre 2007

Das Verstecken der Bombe unter beweglichen Objekte oder das Blockieren von Spielern mit diesen wurden von der professionellen Szene weniger gut aufgenommen. Ebenso die mangelhafte Bekämpfung von Cheats durch Valve.
Counter-Strike: Source verkaufte sich über 2,1 Millionen Mal.